# Паїсій (Кухарчук)
Паїсій (в миру — Кухарчук Володимир Петрович, 11 лютого 1984) — архієрей Православної церкви України (до 15 грудня 2018 року — Української православної церкви Київського патріархату), єпископ Житомирський і Овруцький.

## Біографія
Народився 11 лютого 1984 року в с. Уїздці Здолбунівського р-ну Рівненської обл. в християнській сім'ї. У 1990—2001 рр. навчався в Уїздецькій загальноосвітній школі І–ІІІ ступенів.
З 1999 по 2001 рр. служив псаломщиком у храмі Пресвятої Тройці с. Уїздці УПЦ Київського Патріархату. 2001 році поступив до першого класу Рівненської духовної семінарії, яку закінчив у 2005 році.
З 2002 по 2005 рр. був послушником Свято-Георгіївського чоловічого монастиря с. Пляшева (Козацькі Могили).
12 грудня 2004 р. напередодні актового дня Рівненської духовної семінарії, у Покровському кафедральному соборі м. Рівного, у нижньому (цокольному) храмі «всіх святих землі Волинської» пострижений у читця. Постриг звершив Високопреосвященнійший Даниїл (Чокалюк), митрополит Рівненський і Острозький.
З 2005 р. продовжував здобувати вищу духовну освіту в Івано-Франківському богословському інституті УПЦ Київського Патріархату, який закінчив 2008 р. здобувши диплом бакалавра філософії (релігієзнавство), а у 2009 році отримав диплом магістра богослів'я.
З 2008 по 2009 рр. навчався у Чернівецькому національному університеті ім. Ю.Федьковича та отримав диплом спеціаліста — викладач філософсько-релігієзнавчих дисциплін.
30 листопада 2008 р. в Манявському Хресто-Воздвиженському чоловічому монастирі, у Борисо-Глібському храмі, після вечірнього богослужіння був пострижений в ченці, з іменем Паїсій, на честь прп. Паїсія Величковського (28 листопада). Постриг звершив настоятель монастиря Високопреосвященнійший Іоасаф (Василиків), архієпископ Івано-Франківський і Галицький.
4 грудня 2008 р. у Свято-Троїцькому кафедральному соборі м. Івано-Франківська, в день свята Введення в храм Пресвятої Богородиці, був рукоположений у сан ієродиякона. Хіротонію звершив Високопреосвященнійший Іоасаф (Василиків).
7 грудня 2008 р.в Манявському Хресто-Воздвиженському чоловічому монастирі, у Борисо-Глібському храмі, був рукоположений Високопреосвященнійшим Іоасафом, архієпископом Івано-Франківським і Галицьким у сан пресвітера (ієромонаха). Цього ж дня був призначений намісником Манявського-Хресто-Воздвиженського чоловічого монастиря.
З 2009 по 2016 року працював в Манявському навчальному комплексі (НВК) вчителем Християнської етики.
3 2010 по 2013 рр. займав посаду проректора по виховній роботі Івано-Франківського богословського інституту, який з благословення владики, був переведений у стіни Манявського Хресто-Воздвиженського монастиря.
3 липня 2011 р. до дня святкування 400-ття Хресто-Воздвиженського Манявського монастиря, був возведений у сан ігумена. Возведення у сан ігумена було звершено у Соборному храмі Манявського монастиря, Високопреосвященнійшим Іоасафом, архієпископом Івано-Франківським і Галицьким.
3 березня 2013 р. до дня Святої Пасхи був нагороджений хрестом з прикрасами. Покладання хреста з прикрасами було звершено у Манявському Хресто-Воздвиженському чоловічому монастирі Високопреосвященнійшим Іоасафом, митрополитом Івано-Франківським і Галицьким.
11 лютого 2014 р. за значний вклад і плідну працю на ниві утвердження моралі, зростання духовності, збереження християнських і історичних цінностей, та відродження Манявського Хресто-Воздвиженського чоловічого монастиря та зв'язку із 30-річчям від дня народження, нагороджено медаллю свв. прпп. Іова та Феодосія Манявських.
27 вересня 2014 р. в день престольного свята Манявської обителі, Високопреосвященнійшим Іоасафом, митрополитом Івано-Франківським і Галицьким був возведений у сан архімандрита.
З березня 2016 року Високопреосвященнійшим митрополитом Івано-Франківським і Галицьким Іоасафом відрахований з числа братії Манявського Хресто-Воздвиженського чоловічого монастиря та почислений за штат Івано-Франківської єпархії, за власним бажанням.
У квітні цього ж року прийнятий у штат Львівської єпархії та зарахований до числа братії Свято-Іоано-Золотоустівського чоловічого монастиря м. Львова.
У вересні 2016 року, з благословення керуючого Львівською єпархією Високопреосвященнійшим Димитрієм, митрополитом Львівським і Сокальським, був призначений викладачем та помічником інспектора Львівської православної богословської академії.
26 листопада 2016 року, з нагоди 440-ліття Львівської братської школи та актового дня її правонаступниці — Львівської духовної академії, нагороджений Високопреосвященнійшим митрополитом Димитрієм подячною грамотою за виховання майбутніх душпастирів, професійну підготовку достойного українського духовенства та жертовну працю Помісної православної перкви в Україні.
З 2016 року зарахований до аспірантури Чернівецького національного університету ім. Ю. Федьковича.
20 грудня 2016 року з благословення Святійшого Патріарха Київського і всієї Руси-України Філарета прийнятий у штат Київської єпархії та зарахований до числа братії Михайлівського Золотоверхого чоловічого монастиря.

## Єпископське служіння
22 січня 2017 р. Священним синодом УПЦ Київського патріархату (Журнал засідання № 2) обраний на єпископа Житомирського і Овруцького, керуючого Житомирською єпархією,
29 січня 2017 р. відбулася архієрейська хіротонія.
15 грудня 2018 року разом із усіма іншими архієреями УПЦ КП взяв участь у Об'єднавчому соборі в храмі Святої Софії.
18 липня у 2020 році єпископ ПЦУ Паїсій освятив пам'ятний хрест на честь генерал-хорунжого Івана Трейка